# Svensk mesterskab i ishockey 1941
Det svenske mesterskab i ishockey 1941 var det 19. svenske mesterskab i ishockey for mandlige klubhold. Mesterskabet havde deltagelse af 33 klubber og blev afviklet som en cupturnering i perioden 31. januar - 14. marts 1941.
Mesterskabet blev vundet af Södertälje SK, som blev svenske mestre for tredje gang i alt men for første gang siden 1931. I finalen vandt Södertälje SK med 3-2 efter forlænget spilletid over de forsvarende mestre fra IK Göta. Södertälje SK bragte sig foran med 2-0 på scoringer i første og anden periode, hvorefter IK Göta reducerede og udligenede i tredje periode. Mestrenes mål blev scoret af Folke Jansson, Åke Nyman og Ivan Thunström, mens Åke Ericson og John Ahleberg nettede for finalisterne fra IK Göta.
Södertälje SK var i SM-finalen for syvende gang men for første gang siden 1937. IK Göta havde kvalificeret sig til slutkampen for tiende gang i alt og anden sæson i træk, men det var blot anden gang, at de måtte nøjes med sølvmedaljerne. De to hold havde tidligere mødtes også i SM-finalerne i 1928 og 1929, hvor IK Göta i begge tilfælde vandt mesterskabet.

## Resultater

### Første runde
| 31. januar  | Lidingö IF - Hornstulls IF         | 5–1 |
| 31. januar  | Skuru IK - Rålambshofs IF          | 2–0 |
| 5. februar  | IF Verdandi - IK Westmannia        | 4–1 |
| 8. februar  | Västerås SK - IF Aros              | 3–2 |
| 8. februar  | Surahammars IF - Stockholms IF     | 0–0 |
| 9. februar  | IK Sleipner - UoIF Matteuspojkarna | 1–9 |
| 9. februar  | IFK Norrköping - Nacka SK          | 1–2 |
| 9. februar  | Uddens IF - Södertälje SK          | 0–9 |
| 11. februar | Södertälje IF - Lilljanshofs IF    | 1–3 |
| 11. februar | Tranebergs IF - Älvsjö AIK         | 8–1 |
| 11. februar | IF Vesta - IF Linnéa               | 4–2 |
| 12. februar | IK Huge - Sandvikens IF            | 3–2 |
| 14. februar | IK Sirius - Reymersholms IK        | 3–2 |

#### Omkamp
| 15. februar | Stockholms IF - Surahammars IF | 3–1 |

### Anden runde
| 16. februar | IF Verdandi - IK Sture     | 1–2 |
| 16. februar | IK Huge - Tranebergs IF    | 3–2 |
| 21. februar | IFK Mariefred - Lidingö IF | 2–1 |
| 21. februar | Skuru IK - Stockholms IF   | 1–2 |

### Ottendedelsfinaler
| Dato        | Kamp                             | Res. | Perioder      | Tilsk.  | Spillested        |
| ----------- | -------------------------------- | ---- | ------------- | ------- | ----------------- |
| 15. februar | Västerås SK - Lilljanshofs IF    | 6–3  |               |         |                   |
| 25. februar | IF Vesta - Stockholms IF         | 4–2  |               |         |                   |
| 28. februar | IK Sirius - UoIF Matteuspojkarna | 2–3  |               |         |                   |
| 28. februar | Karlbergs BK - IK Hermes         | 3–0  |               |         |                   |
| 28. februar | IK Göta - IK Sture               | 6–2  |               |         |                   |
| 1. marts    | IK Huge - Hammarby IF            | 0–6  | 0-1, 0-3, 0-2 | 400-500 | Kastvallen, Gävle |
| 2. marts    | Södertälje SK - IF Mariefred     | 6–0  |               |         |                   |
| 3. marts    | AIK - Nacka SK                   | 3–1  |               |         |                   |

### Kvartfinaler
| Dato     | Kamp                        | Res. | Perioder      | Tilsk. | Spillested               |
| -------- | --------------------------- | ---- | ------------- | ------ | ------------------------ |
| 4. marts | IK Göta - Karlbergs BK      | 4–2  |               |        |                          |
| 4. marts | IF Vesta - Hammarby IF      | 0–5  | 0-1, 0-1, 0-3 | 900    | Studenternas IP, Uppsala |
| 4. marts | Södertälje SK - Västerås SK | 5–2  |               |        |                          |
| 5. marts | AIK - UoIF Matteuspojkarna  | 1–1  |               |        |                          |

#### Omkamp
| 9. marts | AIK - UoIF Matteuspojkarna | 4–1 |

### Semifinaler
| Dato      | Kamp                  | Res. | Perioder      | Tilsk. | Spillested         |
| --------- | --------------------- | ---- | ------------- | ------ | ------------------ |
| 7. marts  | IK Göta - Hammarby IF | 2–1  | 0-1, 0-0, 2-0 | 900    | Stockholms stadion |
| 11. marts | AIK - Södertälje SK   | 1–2  |               |        |                    |

### Finale
| Dato      | Kamp                    | Res. | Perioder      | Forl. | Tilsk. | Spillested         |
| --------- | ----------------------- | ---- | ------------- | ----- | ------ | ------------------ |
| 14. marts | IK Göta - Södertälje SK | 2–3  | 0-1, 0-1, 2-0 | 0-1   | 2.480  | Stockholms stadion |

## Spillere
Södertälje SK's mesterhold bestod af følgende spillere:
- Uno Andersson (1. SM-titel)
- Rolf Eriksson-Hemlin (1. SM-titel)
- Olle Frisch (1. SM-titel)
- Per Haggren (1. SM-titel)
- Folke Jansson (1. SM-titel)
- Sven Jansson (1. SM-titel)
- Arne Johansson (1. SM-titel)
- Åke Nyman (1. SM-titel)
- Ivan Thunström (1. SM-titel)